# Вассонь
Вассо́нь (фр. Vassogne) — коммуна во Франции, находится в регионе Пикардия. Департамент коммуны — Эна. Входит в состав кантона Гиньикур. Округ коммуны — Лан.
Код INSEE коммуны — 02764.

## Население
Население коммуны на 2010 год составляло 66 человек.
| 1962 | 1968 | 1975 | 1982 | 1990 | 1999 | 2010 |
| ---- | ---- | ---- | ---- | ---- | ---- | ---- |
| 103  | 82   | 71   | 47   | 61   | 50   | 66   |

## Экономика
В 2010 году среди 41 человека трудоспособного возраста (15—64 лет) 29 были экономически активными, 12 — неактивными (показатель активности — 70,7 %, в 1999 году было 63,3 %). Из 29 активных жителей работали 25 человек (17 мужчин и 8 женщин), безработных было 4 (2 мужчин и 2 женщины). Среди 12 неактивных 3 человека были учениками или студентами, 3 — пенсионерами, 6 были неактивными по другим причинам.